# Colostygia bavaricaria
Colostygia bavaricaria är en fjärilsart som beskrevs av Löberbauer 1955. Colostygia bavaricaria ingår i släktet Colostygia och familjen mätare. Inga underarter finns listade i Catalogue of Life.